# Ixora tigriomustax
Ixora tigriomustax är en måreväxtart som beskrevs av Cornelis Eliza Bertus Bremekamp. Ixora tigriomustax ingår i släktet Ixora och familjen måreväxter. Inga underarter finns listade i Catalogue of Life.